# 胡相忠
胡相忠（？—？），字存誠，號撲崖，江西赣县（今赣州）湖边人，清朝政治人物，同進士出身。
乾隆二年（1737年）登丁巳恩科进士。乾隆十四年（1749年）授山西屯留縣知縣，在任七載，政绩卓著。乾隆二十年（1755年）调介休縣，历江蘇丹阳县、嘉定縣、河南寧陵縣知縣。
乾隆年间，胡相忠、胡相良、胡相方三兄弟皆中进士，有兄弟联芳坊，立于章水乡湖边。